# Brzozowy Mostek
Brzozowy Mostek – część miasta Czarna Białostocka w województwie podlaskim. Leży na zachód od dzielnicy Pierekały-Zawały. Rozpościera się wzdłuż ulicy Brzozowy Mostek.
Otoczone jest lasami Puszczy Knyszyńskiej, w większości iglastymi. Osiedle jest położone w południowo-zachodniej części miasta.
Do 1954 roku miejscowość należała do gminy Czarna Wieś, w powiecie białostockim, w województwie białostockim. 16 października 1933 wszedł w skład gromady Złotoria w gminie Czarna Wieś.
1 czerwca 1951 Brzozowy Mostek wyłączono z gromady Złotoria i włączono go do gromady Ruda Rzeczka w gminie Czarna Wieś.  
Jesienią 1954 wszedł w skład gromady Czarna Wieś w związku z reformą administracyjną państwa.
Gromadę Czarna Wieś zniesiono 1 stycznia 1956 w związku z nadaniem jej statusu osiedla, przez co Brzozowy Mostek stał się integralną częścią Czarnej Wsi. 18 lipca 1962 osiedle Czarna Wieś otrzymało status miasto o nazwie Czarna Białostocka, w związku z czy Brzozowy Mostek stał się obszarem miejskim.